# Armadura muscular

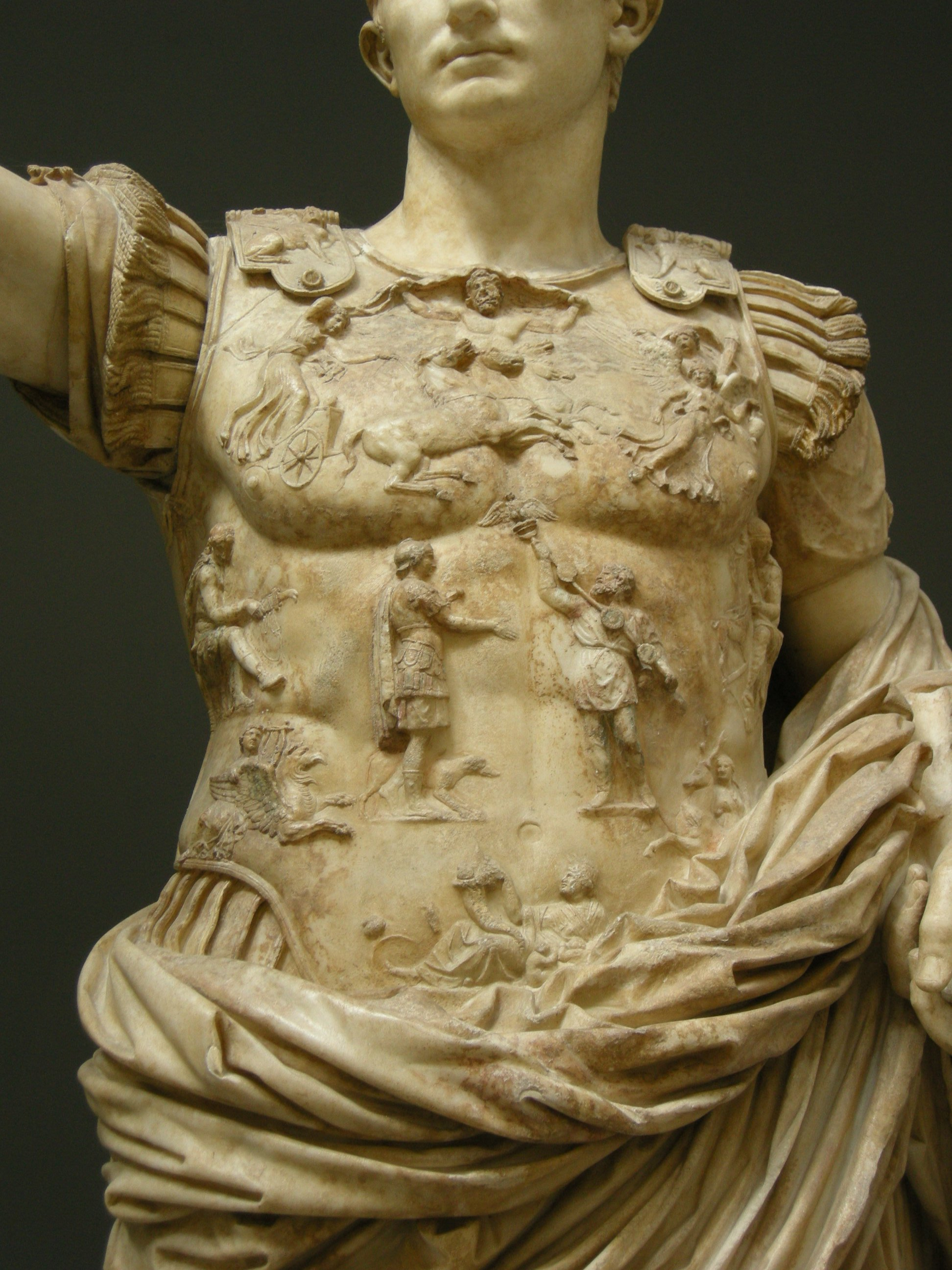
Peitoral de Augusto de Prima Porta

Armadura ou couraça muscular (em latim: lorica musculata) era um tipo de peitoral de bronze, ferro ou aço usado pelos homens de patente mais alta do exército romano como: generais, comandantes ou imperadores. Soldados de patentes baixas usavam o peitoral do tipo segmentada.